# Oposição Síria
A Oposição Síria (em árabe: المعارضة السورية, Al-Mu'aradah Al-Suriyah) era o termo genérico dado aos grupos e indivíduos que buscavam de alguma forma mudar ou derrubar o regime baathista da Síria. O termo "oposição" (em árabe "mu'araDah") era usado normalmente para descrever os atores políticos tradicionais, ou seja, a pessoa com um histórico de dissidência, não o utilizando assim para nomear todos aqueles que lutavam contra o regime da família Assad no território sírio. No começo de 2011, a oposição, que até então ou era silenciada ou representada por pequenos grupos autorizados pelo regime, organizou-se em comitês regionais pelo país. A maior parte da oposição tinha origem nativa e vinha de áreas rurais sunitas de classe baixa. Porém seu nascimento pode ser traçado as classes médias trabalhadoras, aos jovens e a grupos étnicos com pouca participação política permitida pelo Estado.
Os grupos de oposição começaram a sua auto-proclamada revolução em março de 2011, quando tomaram as ruas dos principais centros urbanos para protestar por mais democracia e pelo fim do regime de Bashar al-Assad. Os primeiros movimentos contra o governo teriam caráter pacífico e buscavam uma transição moderada de poder. Contudo, com a repressão, soldados desertores e civis armados iniciaram uma insurreição armada contra o regime. A partir de julho do mesmo ano, combates violentos já eram reportados em várias cidades pela Síria, dando início a uma "guerra civil" propriamente dita. O principal grupo armado no começo do conflito a se opor ao governo central foi o "Exército Livre da Síria", encabeçado por ex oficiais do regime que mudaram de lado.
Na deflagração da Guerra Civil Síria, diversos grupos e facções rebeldes da oposição se uniram para formar o Conselho Nacional Sírio (CNS), que recebeu vasto apoio internacional, na forma de dinheiro e armas. Nações islâmicas e ocidentais abertamente começaram a apoiar politicamente as organizações que lutavam contra o regime Assad. Um novo grupo, dessa vez mais amplo, foi formado logo depois: a Coalizão Nacional Síria da Oposição e das Forças Revolucionárias. Estas organizações foram criadas para tentar legitimar e trazer uma voz única a todo o movimento antiAssad. A oposição síria se inspirava em outros movimentos que buscavam mudanças políticas na região, no contexto da Primavera Árabe.
Com o decorrer dos anos, a oposição, contudo, começou a se descentralizar. A constante guerra de atrito contra o regime e disputas internas por poder dentro da própria oposição fez com que estes enfraquecessem sua posição. Se aproveitando disso, organizações extremistas como o Estado Islâmico do Iraque e do Levante (EIIL), outrora amigos dos rebeldes, passaram a combater tanto o governo quanto a oposição, com seu objetivo maior de conquistar o poder hegemônico na região. O conflito na Síria passou então de uma simples luta por poder para uma guerra de cunho sectário e religioso, ceifando a vida de mais de 400 mil pessoas.
Em setembro de 2013, segundo um estudo feito pela Jane's Information Group, foi estimado que havia cerca de 100 mil pessoas em armas lutando contra o regime Assad, fragmentados em cerca de mil grupos. Destes, cerca de 10 000 seriam extremistas ligados a movimentos radicais como a al-Qaeda. No decorrer dos anos, suas fileiras teriam sido engrossadas por pelo menos 16 000 guerrilheiros estrangeiros. Também foi estimado que, entre 30 000 e 35 000 dos militantes que lutavam pela oposição seriam fundamentalistas não ligados às facções mais extremistas, focando exclusivamente na Síria (sem um propósito regional como o EIIL), e não em um projeto pan-islâmico mais amplo. Outros 30 000 seriam qualificados como militantes islâmicos moderados e apenas uma minoria dos rebeldes teria uma agenda secular.
No final de 2024, vários grupos de oposição sírios lançaram ofensivas simultâneas que levaram à queda do regime de Assad e ao estabelecimento de um governo de transição. Em 10 de dezembro, Mohammed al-Bashir, anteriormente chefe do Governo de Salvação Sírio, tornou-se primeiro-ministro do governo de transição sírio.

## Grupos oficiais da oposição síria
| Grupo                                | Líder             | Sede                  | Posição            |
| ------------------------------------ | ----------------- | --------------------- | ------------------ |
| Conselho Nacional Sírio (SNC)        | George Sabra      | Instambul, Turquia    | Pró-Turquia        |
| Alto Comité de Negociações (HNC)     | Riyad Farid Hijab | Riade, Arábia Saudita | Pró-Arábia Saudita |
| Comitê Nacional de Coordenação (NCC) | Hassan Abdel Azim | Moscovo, Rússia       | Pró-Rússia         |

## Territórios controlados e organizações governativas
| Governo                            | Fação Armada                       | Território                               | Sede    |
| ---------------------------------- | ---------------------------------- | ---------------------------------------- | ------- |
| Governo Interino Sírio             | Exército Nacional Sírio            | Zona norte da Síria                      | Azaz    |
| Governo de Salvação Sírio          | Tahrir al-Sham                     | Província de Idilib                      | Idlib   |
| Exército do Comando Revolucionário | Exército do Comando Revolucionário | Zona desértica na fronteira Síria-Iraque | Al-Tanf |